# Mirzam
Mirzam (β CMa / β Canis Majoris / Beta Canis Majoris, conosciuta anche come Murzim, al-Murzim) è la quarta stella per luminosità della costellazione del Cane Maggiore, dopo Sirio, Adhara e Wezen. Deriva il suo nome dall'espressione araba مرزم, che significa "l'araldo". Si suppone che tale nome derivi dal fatto che Mirzam, sorgendo poco prima di Sirio, ne annunci in qualche modo la comparsa. Brilla alla magnitudine apparente di 1,98, il che ne fa la quarantatreesima stella più luminosa dell'intera volta celeste.

## Osservazione

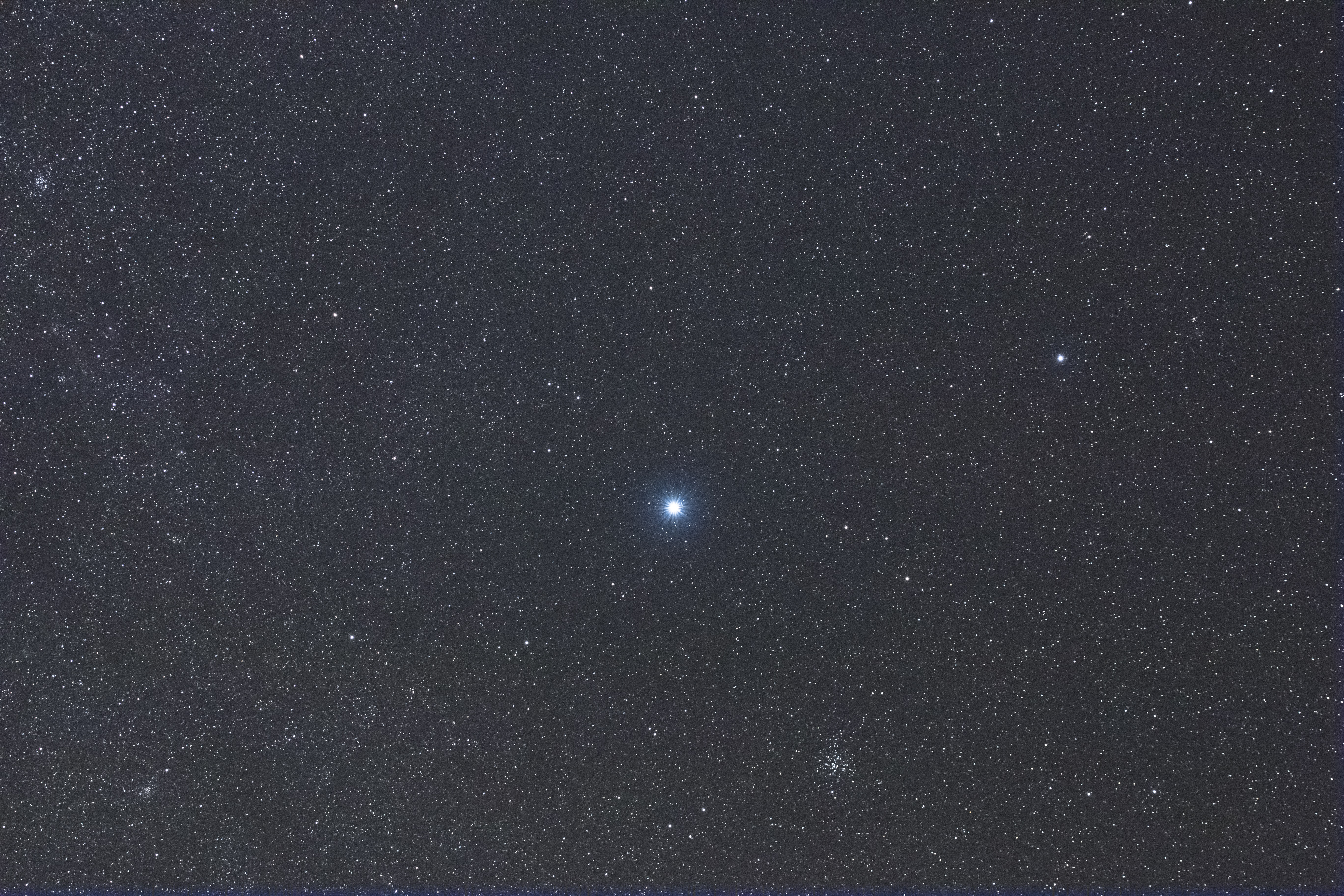
In questo campo stellare centrato sulla stella Sirio, Mirzam appare come l'oggetto più luminoso alla sua destra.

Bayer ha di regola assegnato le lettere greche alle stelle in ordine di luminosità all'interno della costellazione. Tuttavia ci sono molte eccezioni. Una di queste è rappresentata proprio dalle stelle della costellazione del Cane Maggiore, dove le lettere sono state assegnate per la posizione delle stelle e non per la loro luminosità. Così a Mirzam e a Muliphein sono state assegnate le lettere β e γ, non per la loro luminosità apparente, ma perché si trovano nella parte anteriore del Cane (cioè più a nord), mentre Adhara e Wezen, pur essendo più luminose delle prime due, hanno ricevuto rispettivamente le lettere ε e δ a causa della loro posizione nella parte posteriore del Cane (cioè più a sud).
Posta in coincidenza con le zampe anteriori del Cane, nella parte nord-ovest della costellazione, Mirzam ha una declinazione di -17°. Ciò significa che, pur essendo una stella dell'emisfero australe, è abbastanza vicina all'equatore celeste da essere visibile anche in buona parte dell'emisfero boreale: sono escluse solo le estreme regioni settentrionali della Russia, del Canada e della Groenlandia. Tuttavia essa apparirà molto bassa all'orizzonte nel nord Europa, in Islanda e in Canada. Appare circumpolare solo nelle regioni antartiche.

## Caratteristiche fisiche
Sebbene Mirzam appaia meno luminosa della vicina Sirio, ciò è dovuto solo alla notevole distanza di Mirzam e alla relativa vicinanza di Sirio: Mirzam infatti dista 500 anni luce dal Sistema solare. Questo significa che è intrinsecamente molto luminosa, 28.100 volte più luminosa del nostro Sole, cioè circa 1.250 volte più luminosa di Sirio. Questa notevole luminosità deriva da due fattori: il primo è una temperatura superficiale molto elevata: circa 25.000 K, il che le conferisce un colore blu e fa sì che sia stata assegnata alla classe spettrale B1; il secondo è la sua notevole dimensione: infatti essa ha un raggio che è circa 10 volte quello del Sole (10,5 ± 2,5 R⊙).
La velocità di rotazione di Mirzam all'equatore è 31 ± 5 km/s, molto maggiore di quella del Sole, che è appena 2 km/s. Tuttavia, la circonferenza molto maggiore di Mirzam determina un periodo orbitale comparabile con quello solare: 18 ± 3,3 giorni contro i circa 29 del Sole.
Mirzam è stata assegnata alle classi di Yakes III e II, cioè si troverebbe a metà strada fra la classe delle giganti e quella delle giganti brillanti. In realtà i suoi parametri sembrano maggiormente compatibili con quelli di una stella subgigante. La temperatura, la luminosità e la teoria dell'evoluzione stellare indicano che la massa di Mirzam sia 13-14 volte quella solare (13,5 ± 0,5 M⊙).
Con una età stimata di 12,5 milioni di anni, Mirzam ha da poco esaurito o sta per esaurire l'idrogeno presente nel suo nucleo e ha intrapreso il cammino che la porterà a diventare una supergigante. Una conferma che si trovi in questo stato evolutivo deriva dal fatto che essa appartiene alla classe delle variabili Beta Cephei, classe chiamata anche delle variabili Beta Canis Majoris proprio a causa dell'appartenenza di Mirzam a questa classe.

## Variabilità
L'aspetto più studiato di Mirzam è forse la sua variabilità. Essa infatti è la variabile Beta Cephei con la più alta luminosità apparente. Le variabili di questo tipo appartengono alle prime sottoclassi della classe spettrale B e hanno masse comprese tra le 9 e le 17 M⊙. Esse cambiano luminosità da 0,01 a 0,3 magnitudini in periodi di poche ore. La loro variabilità è un segno di un avanzato stato di evoluzione, corrispondente più o meno all'esaurimento dell'idrogeno nel loro nucleo.
Mirzam ha tre distinti periodi di variazione e, benché non siano stati ancora osservati, si sospetta ne esistano altri. Il primo periodo è lungo 6,03 ore e ha una ampiezza di 4,4 millesimi di magnitudine; il secondo periodo è lungo 6 ore e ha una ampiezza di 21 millesimi di magnitudine; infine il terzo periodo è lungo 5,73 ore e ha una ampiezza di 3 millesimi di magnitudine. I periodi sembrano variare leggermente nel tempo: per esempio ci sono indicazioni che il primo periodo si stia lentamente allungando e che il secondo si stia lentamente accorciando. Le tre variazioni battono contemporaneamente l'una contro l'altra come la corda di una chitarra scordata.
Le variazioni di luminosità sono determinate dalle pulsazioni della stella che si espande e si contrae ritmicamente. Questa instabilità è originata dal fatto che il nucleo stellare, non più sufficientemente sostenuto dalla fusione nucleare dell'idrogeno, sta lentamente collassando, modificando la densità e temperatura degli strati superiori della stella.

## Gas interstellare

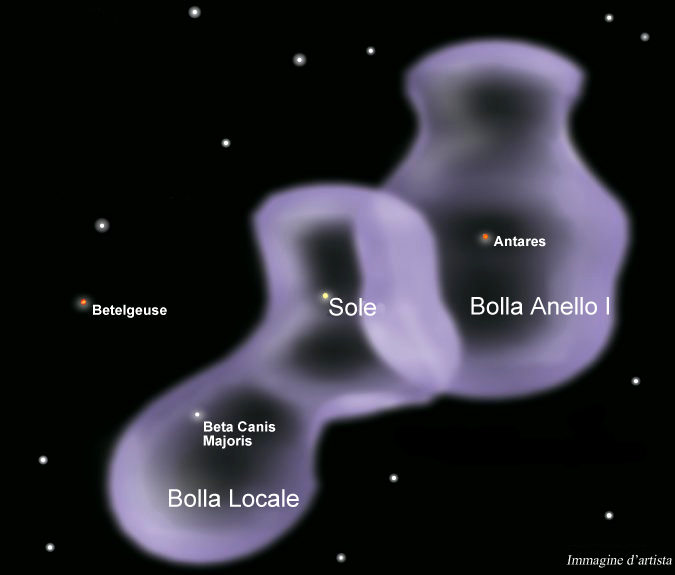
Illustrazione d'artista della Bolla Locale che mostra la posizione di Mirzam e del Sole all'interno della Bolla.

Un altro aspetto interessante di Mirzam è la sua posizione all'interno della Bolla Locale, la regione particolarmente povera di mezzo interstellare all'interno della quale si trova il Sole. Infatti la Bolla si prolunga nella direzione di Mirzam con un tunnel lungo circa 300 pc e largo circa 50 pc. Ciò rende lo studio della radiazione proveniente da Mirzam particolarmente adatto allo studio dello stato di ionizzazione delle nubi di gas che si trovano entro la Bolla Locale.
Dalle osservazioni della radiazione di Mirzam, gli studiosi hanno dedotto l'esistenza di due nuvole di gas principali, chiamate C e D, in cui l'idrogeno è molto ionizzato. La percentuale dell'idrogeno ionizzato su quello totale è spiegabile solo con collisioni ad alta velocità e temperatura (20.000 K) dei gas all'interno delle nubi. Tuttavia la velocità attuale del gas è circa la metà di quella che la sua ionizzazione richiederebbe. Una spiegazione possibile è che il gas si stia attualmente raffreddando e ricombinando dopo essere stato accelerato e ionizzato da qualche evento molto violento. Se ciò fosse vero, potrebbe risultare in una conferma del fatto che la Bolla Locale si sia formata in seguito all'esplosione di una o più supernovae. Infatti esse creano bolle di gas molto caldo in rapida espansione che collidono con il mezzo interstellare circostante, comprimendolo in formazioni a forma di guscio.
Tuttavia se le due nuvole di gas dovessero rivelarsi essere poste molto vicine a Mirzam e a Adhara, la ionizzazione potrebbe essere semplicemente l'effetto del vento stellare prodotto da queste due stelle.